# Phraates V

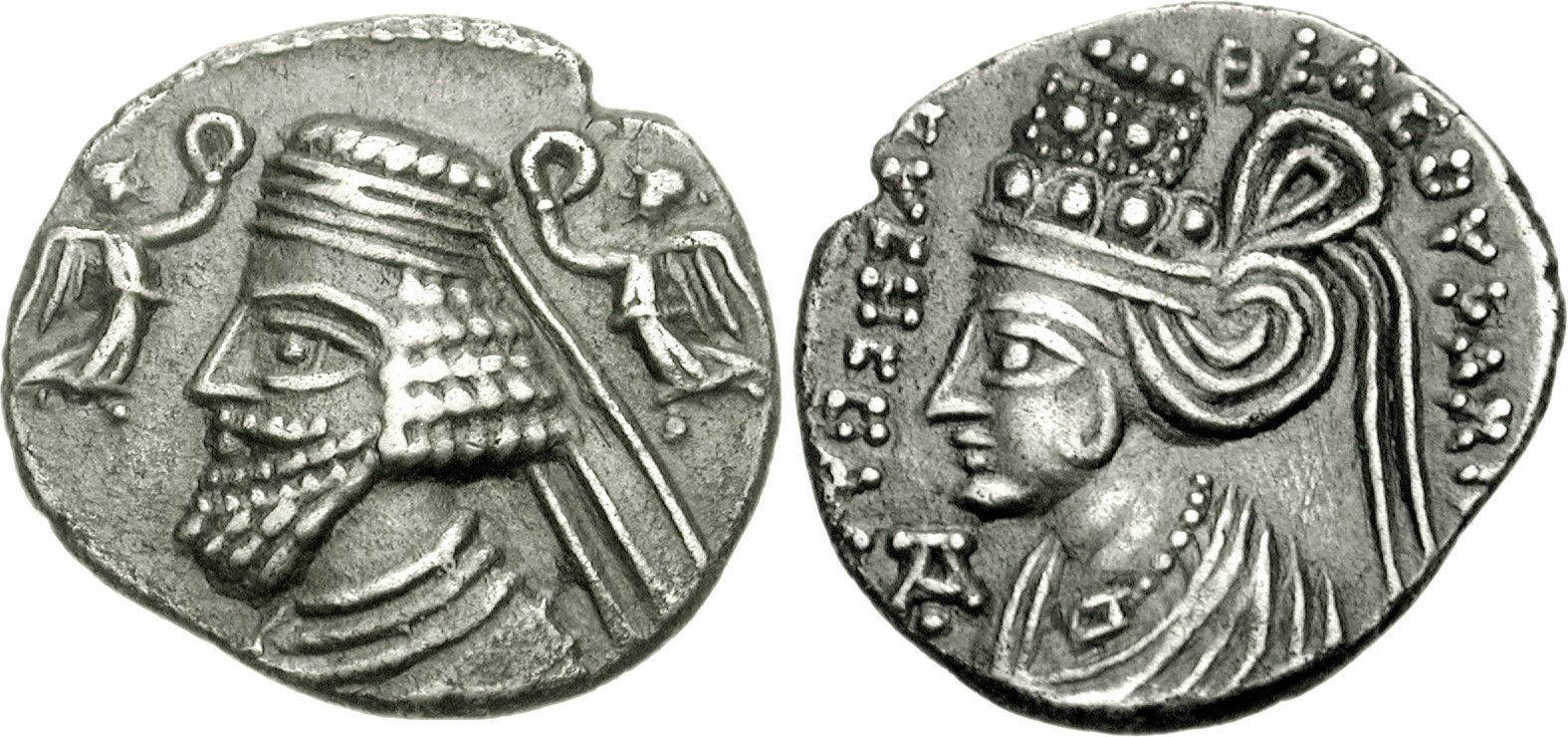
Tiền xu của Phraates V, ở phía bên trái, và Musa phía bên phải.

Phraates V (tiếng Ba Tư: فرهاد پنجم), còn được biết đến với tên Phraataces nhỏ bé (tiếng Hy Lạp cổ: Φραατάκης), trị vì đế chế Parthia từ năm 2 TCN tới năm 4 CN. Ông là con trai vua Phraates IV của Parthia (năm 37-2 TCN) với nữ hoàng Musa của Parthia, người mà ông có liên quan trên đồng tiền của mình. Dưới triều đại Phraates V, một cuộc chiến tranh đã sắp sửa sảy ra với La Mã về uy quyền đối với Armenia và Media. Nhưng khi Augustus (27 TCN - 14 CN) phái người con nuôi của mình,Gaius Caesar, tiến phía đông để xâm chiếm Iran, Parthia đã ủng hộ việc ký kết một hiệp ước (năm 1 CN), qua đó một lần nữa Armenia được công nhận là nằm dưới sự ảnh hưởng của La Mã. Ngay sau đó Phraates V và mẹ của ông đã bị người Parthia sát hại, vào khoảng năm 4 CN. Josephus ghi lại rằng Phraates V đã kết hôn với người mẹ của ông Musa, và điều này là một điều không thể chấp nhận được đối với người Parthia, họ nổi loạn và lật đổ ông, và đưa Orodes III của Parthia lên ngai vàng (ông ta chỉ cai trị một thời gian ngắn vào năm 6).